# 1563 Noël
1563 Noël eller 1943 EG är en asteroid i huvudbältet, som upptäcktes den 7 mars 1943 av den belgiske astronomen Sylvain Arend i Uccle. Den har fått sitt namn efter upptäckarens son.
Asteroiden har en diameter på ungefär 7 kilometer och den tillhör asteroidgruppen Flora.